# Storbrohyttan
Storbrohyttan var en hytta som anlades i Filipstad på 1600-talet för produktion av tackjärn. Den nuvarande hyttan blåstes ned 1920. Hyttan renoverades på 1960-talet. Sedan dess har blåsmaskin och sinnerstamp renoverats.

## Storbrohyttan
Den nuvarande Storbrohyttan byggdes vid 1800-talets mitt. Den är byggd i sten och försedd med en rostugn. Blästerluften förvärmdes med en gasapparat. Under det sista decenniet av sin verksamhet producerade Storbrohyttan 2 600 ton tackjärn per år.

## Historia
Hyttan anlades 1589 av bergsmannen Måns Brynielsson, hyttan hette då Carlsbrohyttan. Den har blivit ombyggd många gånger. Den nuvarande hyttan byggdes 1853 och försågs med rostugn 1857. Storbrohyttans sista brukspatron hette Lars Alfred Carlsson som köpte egendomen 1875. Malmen kom från Nordmarksgruvorna och Änggruvorna, men även från Persberg. Lesjöfors AB köpte hyttan 1917, men 1920 lades den ner. Blåsmaskinen skrotades på 1940-talet. År 1963 införskaffades en ny blåsmaskin från Åkers styckebruk, vilken är körbar.
Storbrohyttan restaurerades 1982 till 1985 och är i dag ett industrihistoriskt minnesmärke. ”Järngänget” tilldelades Folkrörelsestipendiet för sin insats med blåsmaskinen 2011. Därefter övergick Järngänget till att renovera sinnerstampen. Det är en sorts kross som användes för att krossa slaggen från hyttan, dels för att återvinna järnkorn och dels för att producera sand för att klä in tackjärnsbädden som tar emot flytande järn vid utslag från masugnen. Sinnerstampen var från 1700-talet och träet var delvis bortom all räddning. Därför gjordes den om från grunden med nytillverkade trädelar likadan som den ursprungliga. Här finns en referens med bilder som visar restaureringsarbetet av sinnerstampen.

## Att se i dag
Hyttan visas efter överenskommelse. Sevärt är masugnen, hyttkransen och de nyrenoverade maskinerna blåsmaskinen och sinnerstampen. Här finns också en bagarstuga uppförd i sinnersten med en mindre utställning om hyttan. Det finns också en labbi där hyttarbetarna vilade mellan skiften, utan att behöva gå hem. En extra begivenhet är järnets dag då det arrangeras extra aktiviteter.

## Bildgalleri

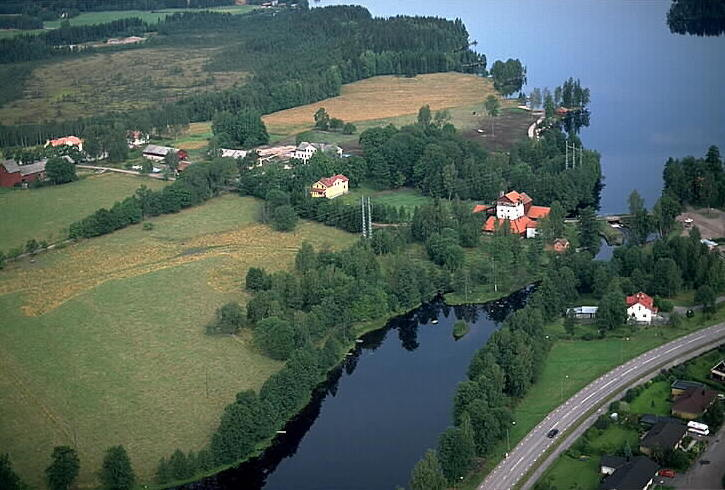
Flygbild, Storbrohyttan i mitten vid Lersjöns utlopp, 1989.
Storbrohyttan 1900.
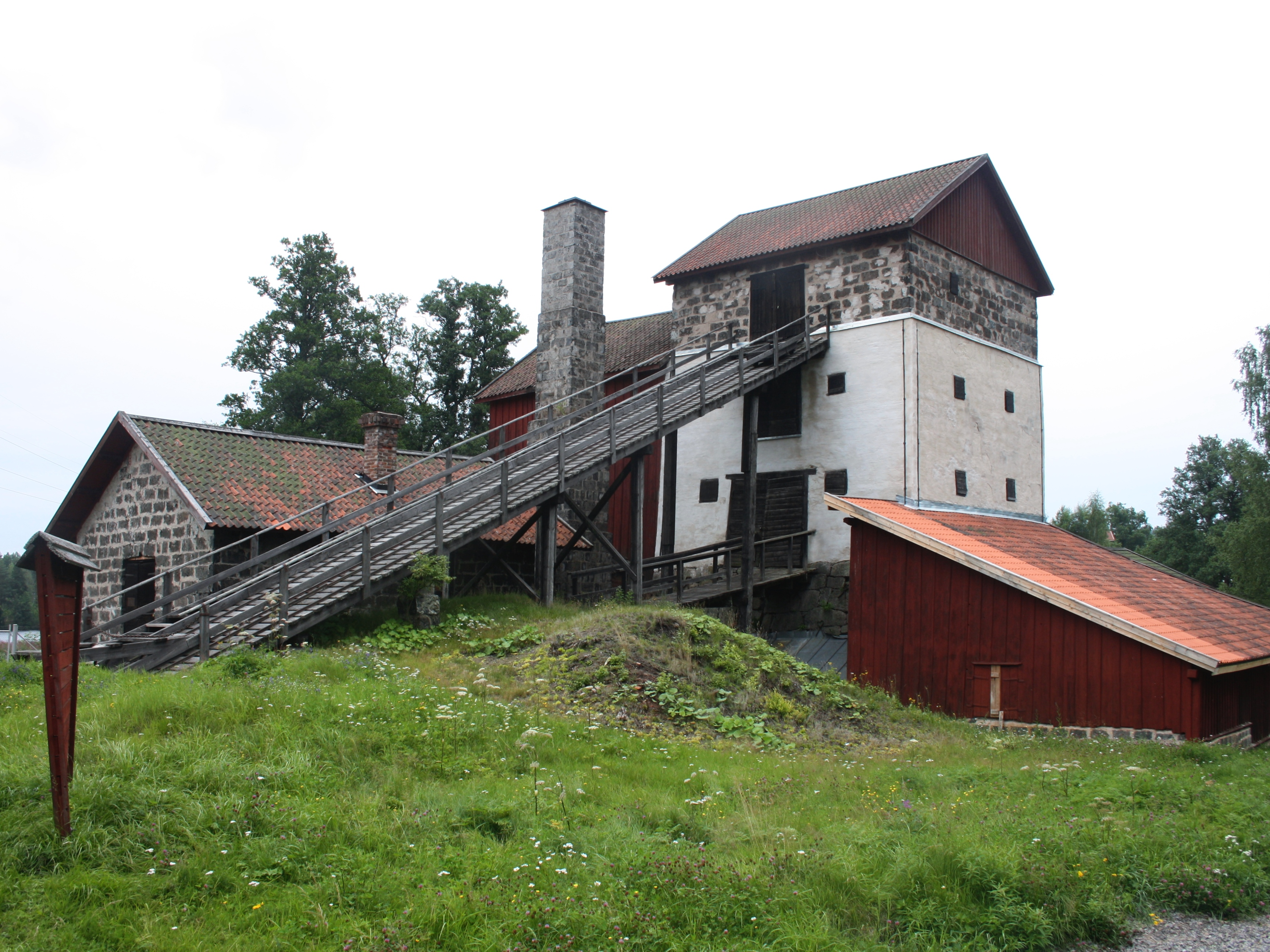
Storbrohyttan 2009.
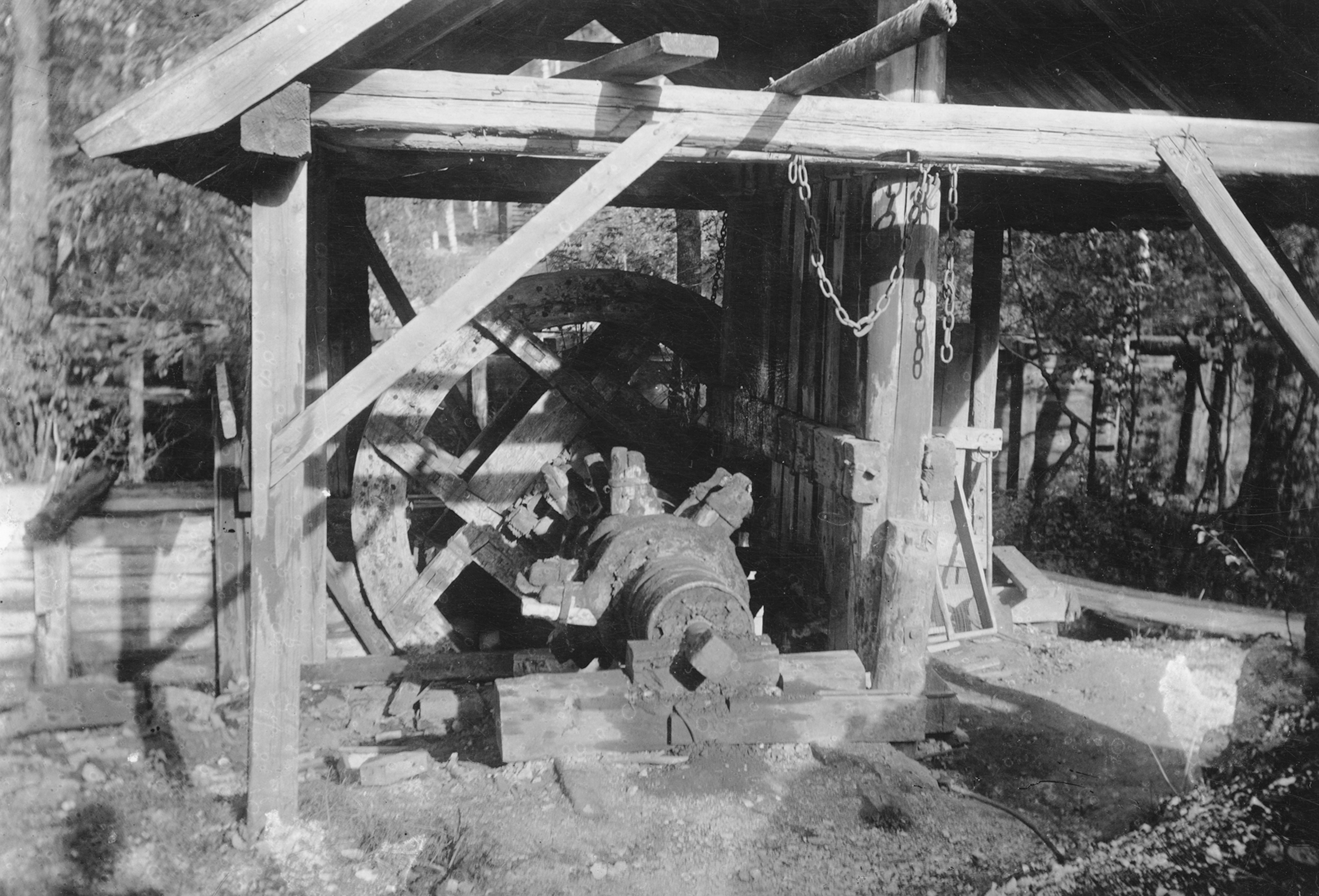
Sinnerstampen 1934.